# پل قاری
پل قاری (به ترکی آذربایجانی: قاری کؤرپۆسۆ) یا پل چراغ یکی از پل‌های تاریخی و مشهور شهر تبریز است. این پل در خیابان ثقةالاسلام و بر روی رودخانهٔ «میدان چایی (مهرانه رود)» واقع شده‌است.
سرستون‌های کله قوچی و چراغ‌های قدیمی این پل در اواخر قاجاریه ساخته شده‌اند، این پل ارتباط بین بازار بزرگ و بخش شمالی شهر شامل ششگلان و شتربان را برقرار می‌کند و شامل هشت دهنه با قوس‌های مدور است.

## نام
نام این پل در زبان ترکی آذربایجانی «قاری کؤرپۆسۆ» می باشد. واژه «قاری» در زبان ترکی آذربایجانی به معنای «پیرزن» است. پس معنای نام این پل می شود پل پیرزن. 

## پیشینه
این پل به شماره ۲۹۲۱ در تاریخ ۱۳۷۹/۹/۲۰ در فهرست آثار ملی به ثبت رسیده‌است.
در دوره پهلوی پل کم عرض دیگری (پل عابر پیاده قاری) در غرب این پل برای عبور عابرین پیاده ساخته شد.

## نگارخانه

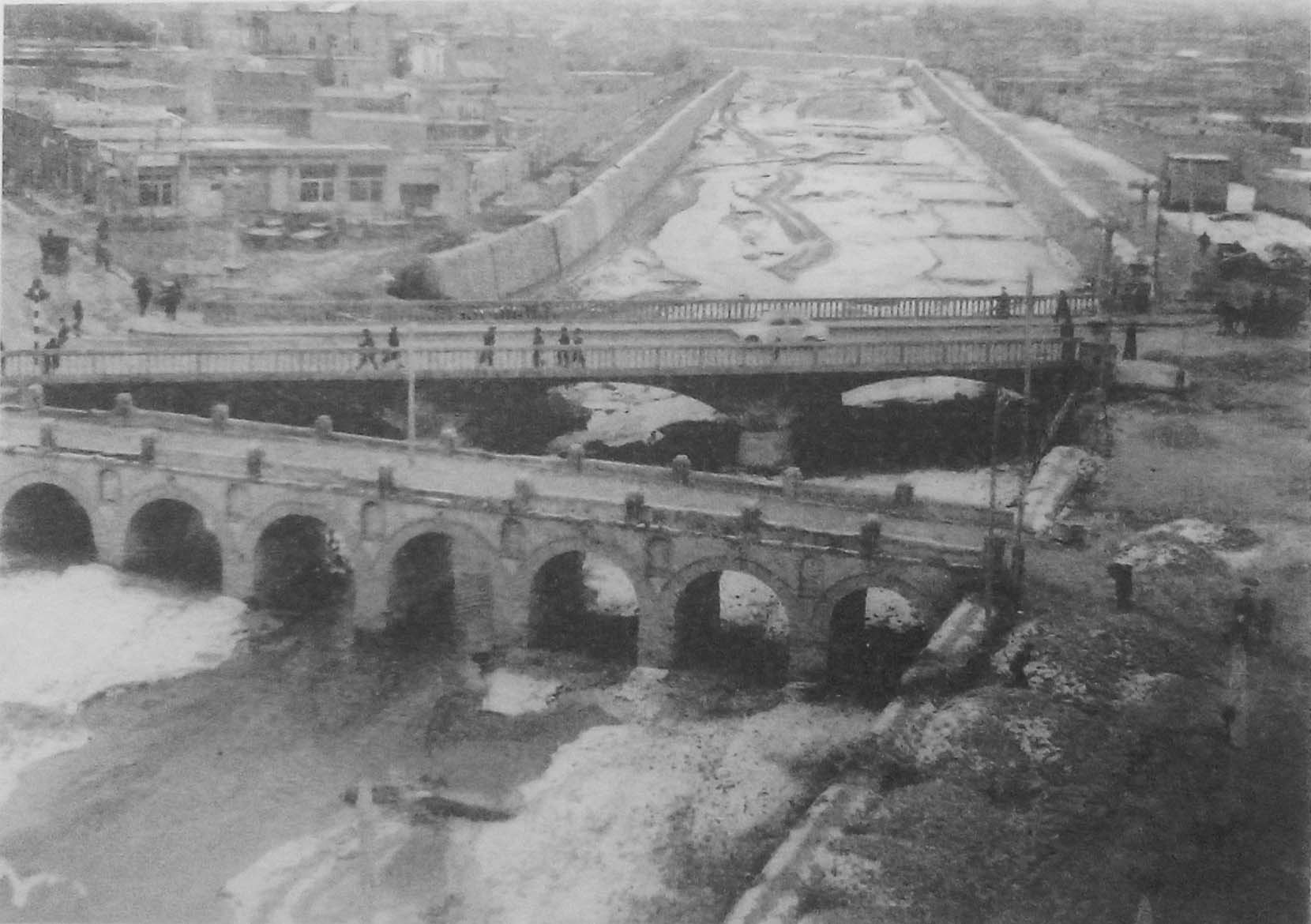
تصویری قدیمی از پل قاری تبریز (پل عابر پیاده قاری درپایین تصویر مشاهده می‌شود).